# Musculus transversus perinei superficialis
De musculus transversus perinei superficialis is een spier die deel uitmaakt van het diaphragma urogenitalis en wordt bezenuwd door de nervus pudendus. De spier is vaak zwak ontwikkeld en soms zelfs afwezig. 